# Friedrich Christian II. (Schleswig-Holstein-Sonderburg-Augustenburg)

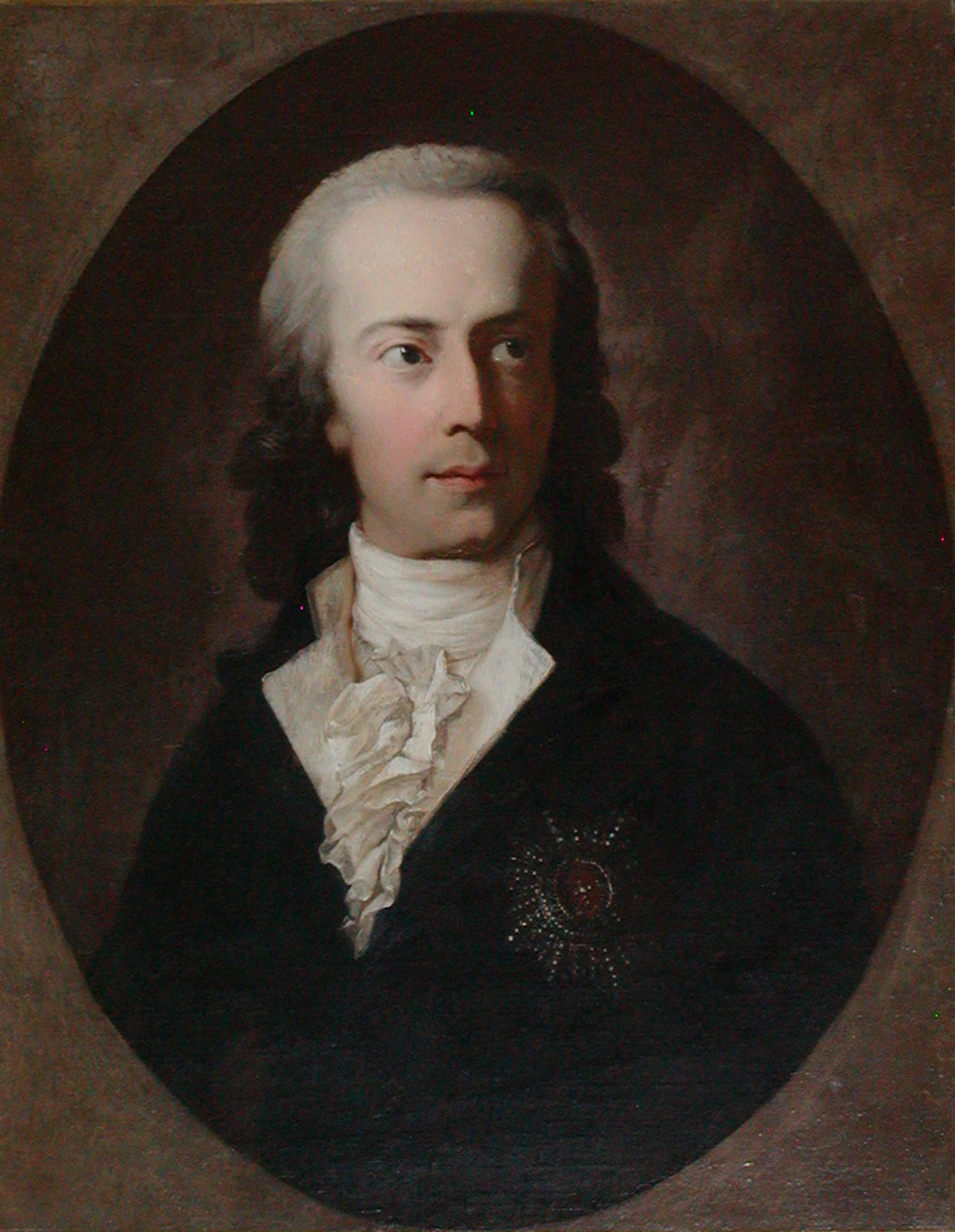
Friedrich Christian von Augustenburg, gemalt von Anton Graff

Friedrich Christian von Augustenburg (* 28. September 1765 in Augustenburg; † 14. Juni 1814 ebenda) mit vollem Titel Friedrich Christian II., Herzog von Schleswig-Holstein-Sonderburg-Augustenburg. Unter seiner Herrschaft begannen die Konflikte zwischen den Augustenburger Herzögen und dem dänischen Königshaus.

## Leben
Er war der erste Sohn des Herzogs Friedrich Christian I. (1721–1794). Er heiratete am 27. Mai 1786 auf Christiansborg Prinzessin Louise Auguste von Dänemark (* 7. Juli 1771; † 13. Januar 1843) und erhob deshalb Ansprüche auf den dänischen Königsthron. 1786 wurde er Staatsrat und 1788 Patron der Universität Kopenhagen.
Zusammen mit Graf Ernst Heinrich von Schimmelmann bot er 1791 Friedrich Schiller eine jährliche Pension von 1000 Talern an, die ihm drei Jahre lang gezahlt wurde, um ihm während seiner Krankheit Finanzsorgen zu nehmen.

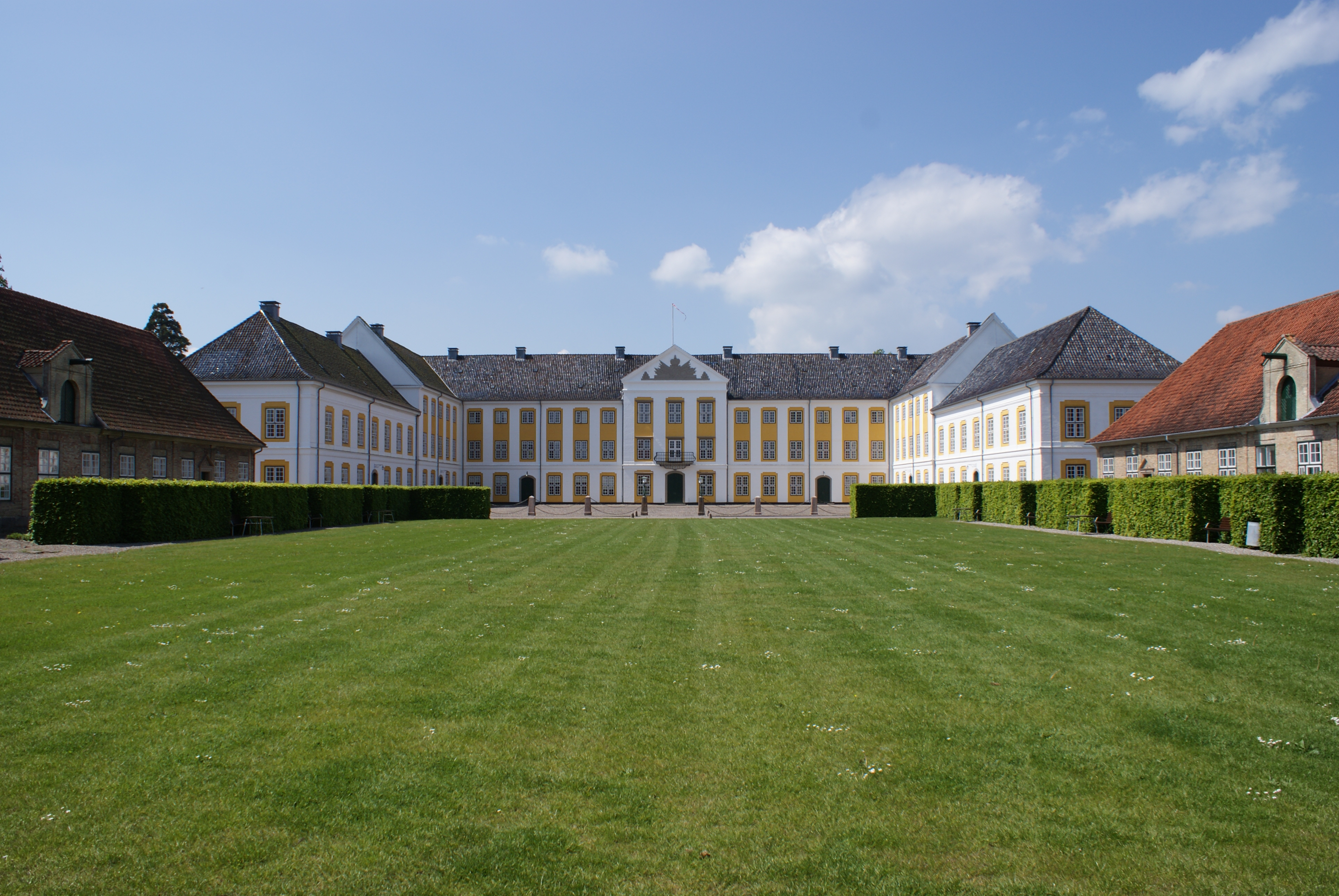
Schloss Augustenburg

Sein jüngerer Bruder Christian August von Schleswig-Holstein-Sonderburg-Augustenburg wurde als Thronfolger Schwedens erwählt und vom amtierenden König Karl XIII. (aus dem Hause Holstein-Gottorp) adoptiert, starb aber bereits ein halbes Jahr später. Friedrich Christian II. zeigte darauf ebenfalls Interesse an der schwedischen Krone, wurde aber in seinem Schloss Augustenburg durch eine dänische Flottille faktisch unter Hausarrest gestellt; denn auch der dänische König Friedrich VI., sein Schwager, war an der Herrschaft über Schweden interessiert. Die schwedische Krone ging letztlich an den aus Frankreich stammenden Marschall Jean Baptiste Bernadotte, einen Vertrauten des mit Schweden verbündeten Napoleon, der als Karl XIV. Johann den Thron bestieg. 

### Nachkommen
- Caroline Amalie (1796–1881), verheiratet mit König Christian VIII. von Dänemark
- Christian August (1798–1869), Herzog von Schleswig-Holstein-Sonderburg-Augustenburg
- Friedrich (1800–1865), Fürst von Noer